# Éric Poulat
Éric Poulat (ur. 8 grudnia 1963 w Bron) – francuski sędzia międzynarodowy.
Specjalizacje sędziowską uzyskał 1 stycznia 1999 roku – jako sędzia międzynarodowy prowadził takie spotkania jak: Polska – Hiszpania i Polska – Armenia (tym drugim meczem zadebiutował jako sędzia międzynarodowy). Na Mistrzostwach Świata w Niemczech asystowali mu dwaj jego rodacy: Lionel Dagorne i Vincent Texier. Z wykształcenia jest informatykiem, oprócz francuskiego posługuje się również angielskim. Mieszka w Charlieu.